# Govorna podstava
Govorna podstava (GPo) je besedna zveza s skladenjsko zgradbo, ki poimenuje to, kar naj bi pozneje pomenila tvorjenka. Kot besedna zveza ima svojo skladenjsko zgradbo, ki nekaj pomeni. V tem smislu je govorna podstava tudi pomenska podstava bodoče tvorjenke. Natančneje Gpo opredeljuje predvsem polemika med Jožetom Toporišičem in Ado Vidovič Muho. 

## Govorna podstava po opredelitvi Jožeta Toporišiča
Toporišič je govorno podstavo označil kot besedno zvezo s skladenjsko zgradbo, ki poimenuje to, kar naj bi pozneje pomenila tvorjenka. Zmeraj je besednozvezna skladenjska enota, ne stavčnopovedna tj. predikacijska tvorba. Govorna podstava je obenem pomenska podstava bodoče tvorjenke. To je v poznejši polemiki Toporišič razložil, da ima govorna podstava kot besedna zveza svojo skladenjsko zgradbo in ta nekaj pomeni. V tem smislu je govorna podstava tudi pomenska podstava bodoče tvorjenke. V nadaljevanju te polemike je zanikal, da bi enačil pojma skladenjska in pomenska podstava, toda tega zanikanja ni razložil ampak samo ponovil, da ima govorna podstava, ki je besedotvorna skladenjska enota, svoj pomen. V razpravi Besedotvorno šolanje je uporabil izraz »pomenska stran govorne podstave«, ki ga ločuje od termina slovarski pomen. Ta mu pomeni konkretizirano zasedbo zaimenskega dela govorne podstave. Torej mu pomeni govorna podstava abstraktnejšo obliko slovarskega opisa pomena, kar pa pomeni, da je za sistemsko besedotvorno teorijo govorna podstava premalo splošna, za natančno analizo pomena tvorjenke pa preveč. Nove besede nastajajo z naslednjim algoritmom:
1. Majhna miza = govorna podstava
2. Ica = izbira (desnega) obrazila
3. Miza = izbira sestavin bodoče tvorjenke
4. Miz- = odvzem določenih slovničnih lastnosti
5. Miz + ica = razporeditev besedotvornih prvin
6. Mizica = odprava šiva in morfonemska prilagoditev

Da se ne da menjati izrazov govorna in skladnejska podstava Toporišič navede, na primerih hišica in nadkuhar, ki imata isto skladenjsko podstavo tj. samostalniška zveza s samostalnikom v jedru in pridevnikom kot določilom, ki daje različne vrste tvorjenk; prva izpeljanko (hišica), druga pa sestavljenko (višji kuhar)

## Govorna podstava po opredelitvi Ade Vidovič Muha
Ada Vidovič Muha je termin skladenjska podstava utemeljila kot primernejši. Prvič je to utemeljila v Slovenskem skladenjskem besedotvorju, kjer pravi, da je pretvorbeno-tvorbena jezikoslovna metoda vezana na spoznanje o jezikovni sistemskosti, zato skladenjska pretvorba tvorjenke ne more biti sestavina govora – ne more biti njena govorna podstava. V polemiki na Slovensko skladenjsko besedotvorje je dejala, da nam vključenost v jezikovni sistem omogoča predvidljivost slovnične zgradbe skladenjske podstave in njene besedne zapolnitve. V jedru skladenjske podstave je namreč vedno beseda, ki je pomensko dovolj posplošena, da je primerna za obrazilno morfemizacijo in ker je besedotvorje del jezikovnega sistema in skladenjska podravnina jo kot enota določa pretvorjena varianta tvorjenke – skladenjska podstava. Poleg tega je poudarila, da uvedba termina skladenjska podstava ni površinska zamenjava termina govorna podstava, temveč je podkrepljena s precej različnim razumevanjem besedotvorja.
Oba se o govorni podstavi strinjata pri primerih sklapljanja, kjer gre za naključno tvorbo v tesni zvezi z živo jezikovno ustvarjalnostjo, z govorom. 
Pomeni govorne podstave se družijo okoli petih enot, ki se skoraj vse dajo izraziti zaimkovno, npr. za samostalnike iz samostalniške besedne zveze z glagolom:
- Vršilec s kdor (človek) ali kar (za žival) dela – bralec, pevka (ptica)
- Orodje s to, s čimer delamo – rezilo
- Dejanje s to, da delamo – branje
- Rezultat dejanja s to, kar ... – berilo
- Kraj tam, kjer ... – imenik

Primeri govornih podstav pri besednih zvezah s pridevnikom
- 'kdor je siv' – sivec (za žival: 'kar je sivo': sivček, sivec)
- 'kateri -a -o je siv -a -o' – sivček (fižol)
- 'to, da se je siv' – sivina
- 'to, kar je črno' – črnina
- 'kar je sprejemno' – sprejemnica

Primeri govornih podstav pri besednih zvezah s samostalnikom
- 'kdor je baraba/kar ima kljun' – barabež/kljunač
- 'kateri -a -o ima iglice' – igličar
- 'to, da se je baraba' – barabstvo
- 'to, kar je delo barab' – barabija
- 'mesto, kjer je kovač' – kovačnica